# Harold Truscott
Harold Truscott (født 23. august 1914 i Seven Kings, Ilford - død 7. oktober 1992 i Kent, England) Var en engelsk komponist, pianist, radiovært og forfatter.
Truscott var i starten autodidakt som komponist, men studerede senere klaver og komposition på Guildhall School of Music, og på Det Kongelige musikkonservatorium i London hos bl.a. Herbert Howells. Han har skrevet tre symfonier, orkesterværker, kammermusik, orgelmusik, men det er hans klavermusik som han ydede et betydeligt bidrag til, i den engelske musiklitteratur, som han er blevet mest kendt for i nyere tid.
Truscott var vært i radioprogrammer om engelsk musik og dens komponister. Han skrev også musikværker både i historisk og i teoretisk henseende.

## Udvalgte værker
- Symfoni "Grasmere" (1938) (gået tabt) - for orkester
- Symfoni i E-dur (1949-1950) - for orkester
- Symfoni i E-mol (1959) (ufuldendt) - for orkester
- Elegi (1944) - for strygeorkester
- 22 klaversonater (1940-1982) - for klaver
- 3 suiter (1949-1966) - for klaver